# اچ‌ای‌تی-پی-۸
اچ‌ای‌تی-پی-۸ یک ستاره است که در صورت فلکی اسب بالدار قرار دارد.